# Cu toată viteza înainte (film din 1967)
Cu toată viteza înainte (în poloneză Cała naprzód) este un film alb-negru de comedie polonez din 1967, regizat de Stanisław Lenartowicz⁠(d).

## Rezumat
Janek, un marinar tânăr și energic pe o navă comercială, îl întâlnește întâmplător într-o zi pe prietenul său din armată, Leon, în portul polonez Szczecin. Întâlnirea întâmplătoare este prelungită de o ploaie bruscă, care îi obligă pe cei doi bărbați să se adăpostească sub acoperișul primului loc pe care îl întâlnesc în cale. În timpul conversației lungi, Leon se laudă cu succesele sale de viață (o familie frumoasă, un serviciu bun, obținerea unor câștiguri bune) și cu traiul său sofisticat în așa-zisa lume bună.
Provocat de lăudăroșenia prietenului său, Janek nu-i rămâne dator și vorbește din ce în ce mai colorat despre farmecul vieții pe mare, pe care „șobolanii de uscat” nu-l vor experimenta niciodată. Viața de marinar devine, în relatările sale, o serie nesfârșită de aventuri pasionante: o aventură romantică cu misterioasa baroneasă Gloria, o încăierare cu o bandă de traficanți de droguri pe o navă sau ajutorul oferit pentru evadarea din harem a unei frumoase poloneze care s-a căsătorit din nesăbuință cu un partener exotic. Fundalul fanteziilor lui Janek și Leon este rivalitatea pentru favorurile unei frumoase străine care și-a găsit adăpost în același loc.
Când ploaia încetează, cei doi bărbați se despart cu un sentiment de regret pentru soarta lor: Janek este nemulțumit că nu duce o viață de familie, iar Leon că are o viață monotonă și lipsită de fantezie.

## Distribuție
- Zbigniew Cybulski — Janek, un marinar din Flota Comercială
- Zdzisław Maklakiewicz — Leon, prietenul din armată al lui Janek / un jurnalist nesuferit de pe navă (povestea 3)
- Teresa Tuszyńska⁠(d) — o fetișcană / actrița Gloria (povestea 1) / Dolores, o fată întâlnită în port (povestea 2) / Sabina, o pasageră străină de pe nava poloneză (povestea 3) / Wanda, a opta soție a Excelenței Sale (povestea 4)
- Krzysztof Litwin⁠(d) — un băiețandru / un marinar de pe nava „Rosita” (povestea 2) / stewardul de pe navă (povestea 3) / servitorul din harem (povestea 4)
- Adolf Chronicki⁠(d) — Eryk, regizorul filmului Lochy Elsinoru („Temnițele din Elsinore”) (povestea 1)
- Józef Pieracki⁠(d) — Józef, majordomul Gloriei (povestea 1)
- Ferdynand Matysik⁠(d) — comisarul de poliție care o arestează pe Gloria (povestea 1)
- Zdzisław Karczewski⁠(d) — căpitanul navei „Rosita” (povestea 2)
- Jerzy Nowak — nostromul navei „Rosita” (povestea 2)
- Zdzisław Kuźniar⁠(d) — un marinar cu cicatrice de pe nava „Rosita” (povestea 2)
- Ryszard Ronczewski⁠(d) — un marinar de pe nava „Rosita” (povestea 2)
- Stanisław Gronkowski⁠(d) — un ofițer de pe navă (povestea 3)
- Andrzej Mrozek⁠(d) — un ofițer de pe navă (povestea 3)
- Eliasz Kuziemski⁠(d) — un pasager de pe navă (povestea 3)
- Leon Niemczyk — Excelența Sa, stăpânul haremului (povestea 4)
- Igor Przegrodzki⁠(d) — prezentatorul candidatelor pentru harem (povestea 4)
- Krystyna Mikołajewska⁠(d) — fată din harem (povestea 4)
- Teresa Wicińska — fată din harem (povestea 4)
- Maria Kosińska — fată din harem (povestea 4)
- Barbara Tańska — fată din harem (povestea 4)
- L. Dąbrowska-Puzilewicz
- Adam Dzieszyński⁠(d) — marinar
- Teresa Francik — marinar
- Krzysztof Fus⁠(d) — marinar
- Ludwik Jewasiński — marinar
- Barbara Jędraszak
- Andrzej Kossowicz — marinar
- Wiesław Kowalczyk — marinar
- Krzysztof Mikuła⁠(d) — marinar
- Wiesław Monne — marinar
- Edward Morus — marinar
- Michał Mroczko — marinar
- Albert Narkiewicz
- Daniela Pacholczyk
- Andrzej Polkowski⁠(d)
- Tadeusz Skorulski
- Wojciech Szostek
- Henryk Tejchert
- Jan Uryga⁠(d)
- Włodzimierz Wilkosz⁠(d)

### Dublaj de voce
- Barbara Horawianka⁠(d) – actrița Gloria (povestea 1; nemenționată)

## Producție
Filmările s-au desfășurat în anul 1966 în Polonia: Gdynia, Laguna Szczecin, Szczecin (port, Łasztownia⁠(d), Castelul ducal, Biserica Evanghelică de pe ul. Energetyków), Castelul Książ din Wałbrzych, în Insulele Canare și în porturile exotice din Africa de Vest (Dakar și Casablanca). A fost una dintre ultimele apariții ale actorului Zbigniew Cybulski, care a murit pe 8 ianuarie 1967, deci înainte de premiera filmului.
În februarie 2021 coloana sonoră a filmului a fost lansată de compania muzicală GAD Records⁠(d).